# Mesochorus jamaicae
Mesochorus jamaicae är en stekelart som beskrevs av Dasch 1974. Mesochorus jamaicae ingår i släktet Mesochorus och familjen brokparasitsteklar. Inga underarter finns listade i Catalogue of Life.